# 1238 dans les croisades
Cette page regroupe les évènements concernant les Croisades qui sont survenus en 1238 :
- 8 mars : mort d'Al-Kamil, sultan ayyoubide d'Égypte[1].